# Алла-Икпар
Алла-Икпар (Аллахюэкбер, тур. Allahuekber Tepe) — гора на северо-востоке Турции (граница провинций Карс и Эрзурум). Высота горы составляет 3120 метров над уровнем моря. Иногда гору Алла-Икпар относят к меридиональному хребту Арсиан или даже к хребту Соганлуг. C 2004 года гора располагается в природоохранной зоне.

## История
13 декабря 1914 года в годы Первой мировой войны на склонах горы погибло до 10 тыс. солдат из X корпуса 3-й турецкой армии (30 и 31 пехотные дивизии), которые совершали маневр для участия в Сарыкамышском сражении и попали в сильную метель.